# PostScript Printer Description
PostScript Printer Description (ポストスクリプト・プリンター・デスクリプション) は、 PostScriptプリンターで利用可能なすべての機能を記述するためプリンターメーカーにより作成・供給されるテキストファイルである。 PPDと略称される。

## 概要
PPDはPostScript言語を開発したアドビによって策定された。 PPDファイル内には印刷ジョブがその機能を呼び出すために用いられるPostScriptのコード（コマンド）が含まれており、プリンターの諸機能に対する統一されたインタフェースを提供することによって、それ自体ですべての PostScriptプリンターに対するドライバとして働く。 例えば、あるプリンターに対するPPDファイルに
```
*LanguageLevel: "2"
*ColorDevice: True
```

という記述が含まれていれば、これはプリンターがPostScriptのLevel 2を理解すること、それがカラープリンターであることを指定している。
その他にもPPDは印刷可能な紙のサイズ、メモリ構成、プリンターの最小のフォントセットなどを指定することができ、プリンター固有の設定に対する木構造のユーザインタフェースを指定することもできる。

## CUPSでの利用
Linux、macOSなどで利用されている印刷システムであるCUPSは、すべてのPostScriptプリンターに対してPPDのドライバを用いており、 CUPSのフィルタによりデータを加工することによって非PostScriptプリンターに対してもPPDによる操作を可能とするよう概念の拡張がなされている。 このようなファイルはすでに標準のPPDではないが CUPS-PPD とよばれている。